# Leonard (Teksas)
Leonard je grad u američkoj saveznoj državi Teksas. Prema popisu stanovništva iz 2010. u njemu je živjelo 1.990 stanovnika.